# Közös biztonság- és védelempolitika
A közös biztonság- és védelempolitika (KBVP)  az Európai Unió (EU) eljárása a védelem és a válságkezelés területén, és az EU közös kül- és biztonságpolitikájának (KKBP) egyik fő eleme.
A KBVP implementációja katonai vagy polgári missziók bevezetését foglalja magában a békefenntartás, a konfliktusmegelőzés és a nemzetközi biztonság megerősítése érdekében az Egyesült Nemzetek Alapokmányának elveivel összhangban. A katonai missziókat a tagállamok fegyveres erőinek hozzájárulásával létrehozott uniós erők végzik. A KBVP egyúttal kollektív önvédelmet is jelent a tagállamok között, amely az Állandó Strukturált Együttműködés (PESCO) keretein belül valósul meg, amelyben a 28 nemzet fegyveres erői közül 25 részt vesz a strukturális integrációban.
Az Unió főképviselője jelenleg Federica Mogherini, ő felelős a KBVP-döntések meghozataláért és végrehajtásáért. Az ilyen döntéseket a Külügyi Tanács (FAC) fogadja el, amely általában egyhangúságot igényel. A KBVP-struktúra, amelyet a főképviselő vagy az alelnök vezet, a Külügyi Szolgálat (EKSZ) ide tartozó részeit foglalja magába. Ide tartozik a katonai személyzet (EUMS) a működési központjával (MPCC), számos FAC-előkészítő szerv (például a Katonai Bizottság) valamint négy ügynökség, köztük a Védelmi Ügynökség (EDA). A KBVP-struktúrát néha az Európai Védelmi Uniónak (EDU) nevezik, különös tekintettel az EU védelmi erejének jövőbeni fejlődésére.

## Előzmények
A háború utáni időszakban számos rövid életű vagy nem megalapozott kezdeményezés született az európai védelmi integrációra, amelyek célja a potenciális szovjet vagy német agresszió elleni védelem volt. A Nyugati Uniót és a javasolt Európai Védelmi Közösséget az Észak-atlanti Szerződés Szervezete (NATO) bekebelezte valamint a francia parlament elutasította. A Nyugat-Európai Unió (WEU) 1954-ben sikeresen váltotta fel a Nyugati-Uniót.
1970-ben az Európai Politikai Együttműködés (EPC) az Európai Közösségek (EK) kezdeti külpolitikai koordinációját eredményezte. A biztonsági és védelmi kérdéseknek az EPC-hez való hozzáadásával szembeni ellenállás a WEU 1984-ben való újraaktiválódását eredményezte azon tagállamai által, amelyek EK tagállamok is voltak.
A hidegháború vége és a Közösség kudarca a Délszláv-háború megakadályozásában új lendületet adott a védelmi integrációnak.1992-ben a WEU új feladatokat kapott és a következő évben a Maastrichti Szerződés megalapította az EU-t és felváltotta az EPC-t a közös kül- és biztonságpolitikai (KKBP) pillérrel. 1996-ban a NATO beleegyezett abba, hogy a WEU fejlessze az Európai Biztonsági és Védelmi Identitást (ESDI). Az 1998-as St. Malo-nyilatkozat jelezte, hogy a hagyományosan habozó Egyesült Királyság kész arra, hogy autonóm védelmi struktúrákat nyújtson az EU-nak. Ez megkönnyítette az ESDI átalakítását az Európai Biztonsági és Védelmi Politikára (ESDP) 1999-ben, amikor az EU-ba integrálták. 2003-ban az EU bevezette első KBVP-misszióit, és elfogadta az európai biztonsági stratégiát, amely azonosítja a közös fenyegetéseket és célkitűzéseket. 2009-ben a Lisszaboni Szerződés bevezette a jelenlegi nevét, a KBVP-t, miközben létrehozta az EKSZ-t, a kölcsönös védelmi záradékot, és lehetővé tette a tagállamok egy részének védelmét a PESCO-n belül. 2011-ben feloszlatták a WEU-t, amelynek feladatait az EU-ba csatornázták. 2016-ban új biztonsági stratégiát vezettek be, amely a Krím orosz csatolásával párhuzamosan a tervezett brit kivonulás az EU-ból és Trump amerikai elnök megválasztása új lendületet adott a KBVP-nak.

### Missziók
Az európai csapatoknak az EBVP-be történő első kihelyezése az 1999-es szándéknyilatkozatot követően 2003 márciusában volt a Macedón Köztársaságban. A Concordia hadművelet NATO-eszközöket használt, és sikeresnek tekintették és egy kisebb rendőri misszió, az EUPOL Proxima későbbi évben váltotta fel. Azóta más kisebb rendőrségi, igazságügyi és ellenőrző missziók is voltak. A Macedón Köztársaság mellett az EU további békefenntartókat telepített Bosznia-Hercegovinában, az Althea művelet részeként.
Földrajzilag a Balkánon és a Kongói Demokratikus Köztársaságon kívüli EU-missziók Grúziában , Indonéziában , Szudánban , Palesztinában és Ukrajnában - Moldova - zajlottak. Irakban is van egy igazságügyi misszió (EUJUST Lex). 2008. január 28-án az EU a legnagyobb és többnemzetiségű küldetését Afrikába telepítette- Az ENSZ által felhatalmazott misszió 25 EU-tagállam csapatait (19 helyszínen) a Csád keleti részén és a Közép-afrikai Köztársaság északkeleti részén telepítették ki, hogy javítsák az említett régiók biztonságát. 2008. szeptember közepén teljes működési képességet ért el, és 2009 március közepén átadta a biztonsági feladatokat az ENSZ-nek (MINURCAT küldetés).
Az EU 2008. december 12-én indította el az első KBVP-műveletet (Atalanta művelet). Az Európai Unió Naval Force (EU NAVFOR) koncepcióját a művelet hátoldalán hozták létre, amely még mindig évtizeddel később sikeresen küzd a Szomália partjainál a kalózkodás ellen. A második ilyen beavatkozást 2015-ben indították el a Földközi-tenger déli részén,(EUNAVFOR Med) az ott jelen lévő migrációs problémák kezelésére, a művelet SOPHIA néven futott.
Az eddig bevitt KBVP-missziók többségének feladata, hogy támogassa a fogadó államokban a biztonsági szektor reformjait (SSR). A KBVP SSR-támogatásának egyik alapelve a helyi tulajdon. Az EU Tanácsa a felelősséget úgy határozza meg, mint "a helyi hatóságok által a közösen elfogadott célok és elvek elkötelezettségét". Annak ellenére, hogy az EU erős retorikában ragaszkodik a helyi tulajdonosi elvhez, a kutatások azt mutatják, hogy a KBVP-missziók továbbra is külső irányítású, felülről lefelé irányuló és kínálat-vezérelt törekvések maradnak, ami gyakran a helyi részvétel alacsony szintjéhez vezet.

## Szerkezet
A KBVP a közös kül- és biztonságpolitika (KKBP) részét képezi, az Európai Unióról szóló szerződés 42–46. Cikke alapján. Az EUSz. 42.2. Cikke kimondja, hogy a KBVP egy közös uniós védelmi politika „fokozatos kialakítását” foglalja magában, és közös védelemhez vezet, amikor a nemzeti állam- és kormányfők Európai Tanácsa egyhangúlag úgy dönt.